# La Pared (Ramales de la Victoria)
La Pared es un barrio de la villa cántabra de Ramales de la Victoria en el municipio español homónimo.

## Toponimia
El lugar puede aparecer referido con las grafías «La Pared» y «La Parez».

## Historia
Hacia mediados del siglo XIX, el lugar era referido como un barrio ya por entonces perteneciente a Ramales de la Victoria. En 2023, el núcleo de población, encuadrado dentro de la entidad singular de Ramales de la Victoria, tenía empadronados ocho habitantes.